# Estadio Emilio Ibarra Almada
El Estadio Emilio Ibarra Almada, oficialmente y por motivos de patrocinio llamado Chevron Park, es un estadio de béisbol que se encuentra localizado en la ciudad de Los Mochis, Sinaloa. Es la casa de los Cañeros de Los Mochis, equipo mexicano de béisbol profesional que participa en la Liga Mexicana del Pacífico.
El Estadio Emilio Ibarra Almada ha sido escenario de 10 series finales, 4 campeonatos de Liga Mexicana del Pacífico, 6 juegos de las estrellas y 1 Campeonato Mundial del Baseball U15.

## Historia
El estadio se construyó originariamente a raíz del ingreso del equipo de Los Mochis en la "Liga de la Costa del Pacífico", en 1947, y tenía entonces capacidad para tres mil personas. Recibió el nombre de "Mochis".
Posteriormente, con la entrada en la "Liga Invernal de Sonora", se produjo una importante remodelación, ampliando su aforo a seis mil personas e introdujendo un sistema de alumbrado eléctrico en 1963. El 6 de octubre de 1972, el estadio se rebautizó con el nombre de "Emilio Ibarra Almada", uno de sus directivos más importantes.
El huracán Paul, en 1982, afectó seriamente al estadio, obligando a Los Mochis a jugar por un tiempo en otros lugares. La directiva del equipo, junto con las autoridades locales y estatales, lo reconstruyeron y reformaron, añadiendo nuevos servicios y ampliando la grada hasta las 11,000 localidades.

## Remodelación
El 6 de octubre de 2017 el gobernador del estado Quirino Ordaz Coppel anuncio durante una entrevista sobre la obra de la Carretera Los Mochis-Topolobampo anuncio de manera Oficial la Remodelación del estadio una inversión 285 millones de pesos, con una etapa inicial de 50 millones que arrancaría el 22 de noviembre, siempre cuidando que dichos trabajos no interfieran con la realización de los juegos de la Temporada 2017.
El secretario de obras públicas del estado, Osbaldo López Angulo, comentó que la segunda etapa se realizará al concluir la temporada con la meta de concluir en octubre de 2018. Adelantó que la parte central del estadio será demolida para hacerse nueva y cumplir con los estándares de comodidad y seguridad que se requieren.

## Acontecimientos
En 2014, del 31 de julio al 9 de agosto, el estadio fue sede del campeonato mundial de baseball U15. En donde participaron las selecciones de Australia, Argentina, Cuba, Hong Kong, Lituania y Venezuela. Esto dentro de la primera ronda de juegos de dicha competición, siendo estas selecciones parte del grupo C.